# Palazzo del Governatore di Borgo
Le Palazzo del Governatore di Borgo, également appelé Palazzo delle Prigioni di Borgo, Palazzo del Soldano, ou Palazzo dal Pozzo, était un palais de la Renaissance situé à Rome, important pour des raisons artistiques et historiques. Conçu par Antonio da Sangallo le Jeune, il a été démoli en 1936 pour permettre l'ouverture de la Via della Conciliazione.

## Emplacement
Le palais était situé dans le rione du Borgo à Rome et faisait partie de la dite spina (dont le nom dérive de sa ressemblance avec la bande médiane d'un cirque romain), composée de plusieurs blocs s'étendant dans une direction est-ouest entre le château Saint-Ange et la basilique Saint-Pierre,. Il était érigé entre les rues de Borgo Nuovo (au nord, en face de l'église Santa Maria in Traspontina, où il avait son entrée principale) et de Borgo Vecchio (au sud). À l'ouest, il surplombait le vicolo dritto (« ruelle droite »), « l'un des plus puants de la zone » dans les années 1930,.

## Désignations
Le palais portait plusieurs noms : Palazzo del Governatore di Borgo, Palazzo delle Prigioni di Borgo, Palazzo del Soldano ou Palazzo dal Pozzo. Les deux premières appellations sont liées à ses fonctions publiques (résidence du gouverneur et prison). La troisième dérive soit d'avoir été la prison des Turcs capturés lors de la bataille de Lépante, qui y furent incarcérés pendant une courte période, soit d'avoir été le siège du « Soldano », c'est-à-dire le chef de la police papale. Le quatrième provient du fait qu'il a été la résidence de la famille dal Pozzo.

## Histoire
En 1501, Fabiano de' Cavallicci, clerc originaire de Novare dans le Piémont, légue, avant de mourir, la moitié de sa maison de Borgo au couvent Sant'Onofrio sur le Janicule, et l'autre moitié à l'hôpital San Giovanni-Addoloraia ; ce dernier prête sa part. En 1526, cette dernière est vendue à Jacopo Bernardino Ferrari, « maestro del registro delle bolle » (« maître de la bulle pontificale »), qui a déjà acheté l'autre moitié du bâtiment. L'officier de la chancellerie apostolique veut agrandir sa propriété et ériger à sa place un palais. Ferrari commande la construction à Antonio da Sangallo le Jeune : l'attribution du projet à l'architecte toscan est basée sur plusieurs dessins conservés à la galerie des Offices, de sa main ou exécutés par Bastiano et Giovan Francesco da Sangallo et Baldassarre Peruzzi.
Ferrari meurt probablement pendant le sac de Rome en 1527, la propriété du palais passe à Pietro Paolo Arditio, notaire de la Chambre apostolique. Selon Gustavo Giovannoni, le palais est construit par Guglielmo dal Pozzo, protonotaire apostolique décédé en 1527 et enterré à Santa Maria in Traspontina. Giovannoni fonde cette attribution sur sa découverte de deux armoiries de la famille dal Pozzo sculptées sur deux clefs de voûte dans le hall et dans la cour du bâtiment. Cependant, aucun document lié au bâtiment, dans lequel le nom de dal Pozzo est mentionné, n'a été trouvé jusqu'à présent.
En 1571, un héritier d'Arditio, Girolamo, vend le bâtiment à la Chambre apostolique. La Chambre le destine au siège de la curie du gouverneur du Borgo (district alors séparé de Rome), au tribunal et aux prisons rattachés ; ces dernières ont remplacé la prison dans la tour Giustina près du Palazzo Cesi, après sa démolition. Le poste de gouverneur du Borgo a été créé par le pape Jules III le 22 février 1550, et aboli par Clément X  l'année de sa mort, en 1676. La juridiction du magistrat s'étendait de la porte S. Pietro du château Saint-Ange à la Porta Settimiana dans le Trastevere. Étant un poste clé, le gouverneur était presque toujours un parent du pontife.
Au cours de cette période, le bâtiment est témoin d'événements truculents et accueille des personnes importantes dans sa prison, qui est similaire aux autres prisons romaines, mais sans services essentiels tels que l'infirmerie. En 1561, un garçon travaillant à l'osteria del cavalletto (« auberge du chevalet ») dans le Borgo Vecchio, accusé de vol, après avoir avoué, saute d'une fenêtre du bâtiment. Bien qu'il soit décédé à l'hôpital voisin Santo Spirito, il est condamné à être pendu devant l'auberge où il travaillait. En septembre 1596, Francesco Cenci, le père dépravé de Béatrice, est l'invité des prisons de Borgo pendant un mois après avoir été condamné après avoir été surpris dans un acte d'amour avec la femme d'un cordonnier. Cenci avait été condamné à être fouetté mais a pu éviter le châtiment grâce à l'intercession du cardinal Anton Maria Salviati. En mars 1599, trois gardiens du Bargello sont pendus devant les prisons après avoir été accusés de cambriolage contre le « procaccio de Naples », le courrier postal de la ville de Campanie, qu'ils étaient censés escorter .
En 1676, le palais est transformé en maison de location, et avec les années, il se dégrade beaucoup : lors de sa démolition en 1936, il est dépourvu de frontons aux fenêtres et d'édicules. Les architectes Marcello Piacentini et Attilio Spaccarelli, concepteurs de la via della Conciliazione, démolissent l'ancien bâtiment, dont la reconstruction était initialement prévue, en ne gardant que le portail qui, surmonté d'un grenier pour l'amener au niveau des portails des autres édifices de la rue, est remonté sur le nouveau bâtiment de via della Conciliazione n. 15.

## Architecture

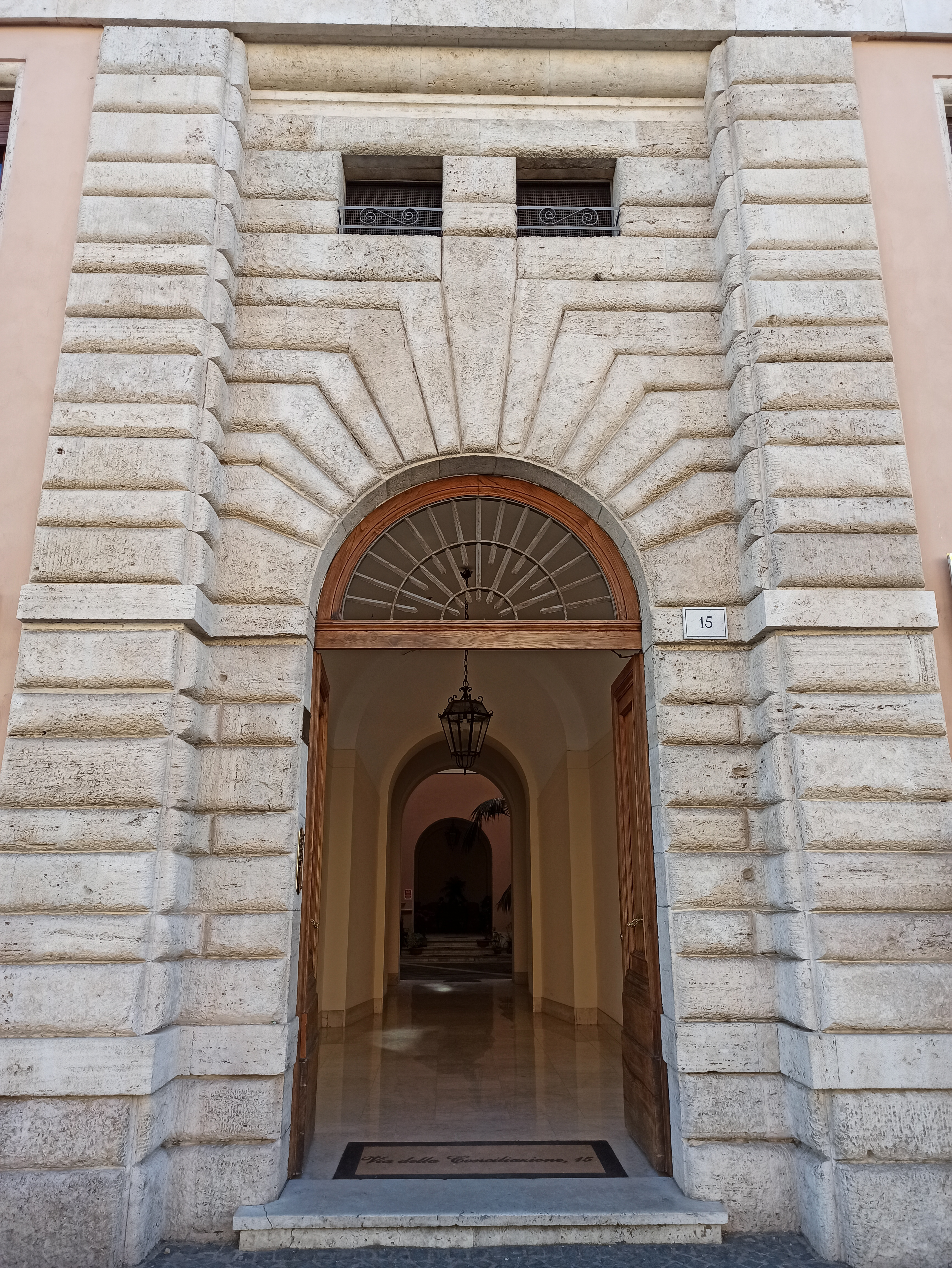
Portail reconstitué du Palazzo.

Le bâtiment, présentant l'apparence sinistre d'une tour massive, est érigé dans une parcelle longitudinale de faible longueur. Il possède un rez-de-chaussée en travertin à gros bossages, avec un soubassement qui atteint la première corniche marcapiano. Au centre de la façade se trouve un portail flanqué de deux boutiques, à l'instar du Forum de César à Rome. Le rez-de-chaussée est surmonté de deux étages en brique marqués par de puissants bossages d'angle ; le premier est marqué par six fenêtres à édicules flanquées de lésènes soutenues par des corbeaux similaires à ceux utilisés au dernier étage du palais Farnèse, dérivés du portail d'entrée des marchés de Trajan à proximité de la colline du Quirinal. Chacune des six fenêtres du deuxième étage est surmontée d'un tympan triangulaire. Les fenêtres des combles s'ouvrent dans les avant-toits soutenus par les tasseaux.
Selon Paolo Portoghesi, le Palazzo dal Pozzo est l'une des premières œuvres montrant la maturité artistique de Da Sangallo, dont la culture est « désormais libre d'incertitudes et consciemment orientée vers la réacquisition d'éléments classiques ».